# Ayo Akinwale
Ayo Akinwale, también conocido como Ayobami Akinwale  (Ibadán, 1946 - Ilorin, 13 de septiembre de 2020) fue un actor, productor y académico nigeriano.

## Biografía
Nació en Ibadán y asistió a la High School secundaria metodista y la Universidad de Ibadán antes de comenzar su trabajo académico como profesor en el Politécnico de Ibadán. Fue Decano de la Facultad de Artes y Cultura de la Universidad de Ilorin. También fue presidente del Consejo Estatal de Arte y Cultura de Oyo  Ha sido juez en varios festivales culturales en Nigeria. Comenzó su carrera como actor en la década de 1970 participando en producciones de televisión y drama. Ganó el premio al Mejor actor en los 4º Premios de la Academia de Cine de África.

## Muerte
Murió debido a una enfermedad en el Hospital Universitario de la Universidad de Ilorin a la edad de 74 años.

## Filmografía
- Sango (1997)
- Ladepo Omo Adanwo (2005)
- Iranse Aje (2007)